# Chad Ryland
Chad Michael Ryland (Lebanon, 15 ottobre 1999) è un giocatore di football americano statunitense che milita nel ruolo di placekicker per gli Arizona Cardinals della National Football League (NFL).

## Carriera

### New England Patriots
Ryland al college giocò a football alla Eastern Michigan University (2018-2021) e a Maryland (2022), venendo inserito nella seconda formazione ideale della Big Ten Conference nell'ultima stagione. Fu scelto nel corso del quarto giro (112º assoluto) nel Draft NFL 2023 dai New England Patriots. Debuttò nella gara del primo turno contro i Philadelphia Eagles segnando entrambi gli extra point tentati. La sua prima stagione si chiuse con 16 field goal segnati su 25 tentativi, il più lungo dei quali da 56 yard.

### Arizona Cardinals
Il 2 ottobre 2024 Ryland firmò con la squadra di allenamento degli Arizona Cardinals. Il 15 ottobre fu promosso nel roster attivo dopo l'infortunio di Matt Prater. Alla fine di ottobre fu premiato come miglior giocatore degli special team della NFC del mese in cui segnò i field goal della vittoria nelle gare della settimana 5, 7 e 8 e complessivamente ne trasformò otto su nove.

## Palmarès
- Giocatore degli special team della NFC del mese: 1

ottobre 2024